# Campanula dasyantha
Campanula dasyantha är en klockväxtart som beskrevs av Friedrich August Marschall von Bieberstein. Campanula dasyantha ingår i släktet blåklockor, och familjen klockväxter.

## Underarter
Arten delas in i följande underarter:
- C. d. chamissonis
- C. d. dasyantha

## Bildgalleri

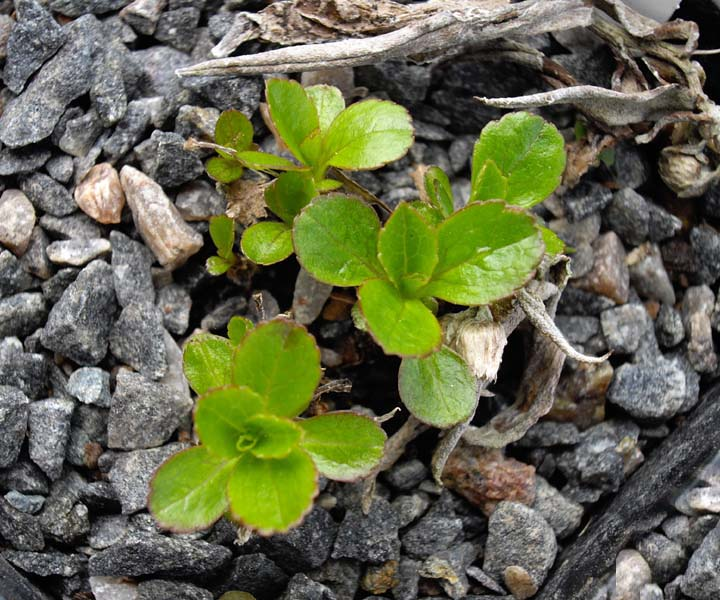